# Biston contectaria
Biston contectaria es una especie de polilla de la familia Geometridae. La especie fue descrita por primera vez por Francis Walker en 1863 y se puede encontrar distribuido con endemismo en las montañas de India, Nepal y partes de China. El holotipo de la especie fue descrita en la zona montañoza Khasi, a poca distancia de Shillong.

## Descripción
Es una polilla grande con una envergadura de 65 a 95 milímetros (2,6 a 3,7 plg) y de color blanquecina, teñida de ocre, con reflejos irrompibles y estriados color gris ceniza. El ala anterior cuenta con una línea negra antemedial curva, ligeramente angulada en la nervadura media, y con una banda ocre en su interior. Ambas alas cuentan con rastros de una línea medial.: Notas 1  Tienen también una línea negra posmedial muy angulada en la 5ª vena de cada ala, con algunas marcas negras onduladas a cada lado cerca de la vena 4 del ala anterior.